# Dischistus grandis
Dischistus grandis är en tvåvingeart som först beskrevs av Efflatoun 1945.  Dischistus grandis ingår i släktet Dischistus och familjen svävflugor.
Artens utbredningsområde är Egypten. Inga underarter finns listade i Catalogue of Life.